# Fauja Singh
Fauja Singh (overleden op 14 juli 2025, te Beas Pind) was een Brits-Indiase marathonloper. Hoewel Singh bekendstond voor de hoge leeftijd waarop hij marathons liep over de hele wereld, werd zijn leeftijd nooit bevestigd door een onafhankelijke derde partij. Op het moment van zijn geboorte was het in de provincie Punjab in Brits-Indië nog niet de gewoonte om geboorteaktes te verstrekken.
Hij verbrak heel wat wereldrecords in verschillende leeftijdscategorieën, maar geen enkele van zijn tijden werden officieel erkend. In 2003 liep hij zijn beste tijd voor de London Marathon: 6:02. Dat jaar nam hij ook deel aan de Toronto Waterfront Marathon, waar hij op 92-jarige leeftijd zijn beste marathontijd neerzette: 5:40. Hij stierf in Punjab in 2025 tijdens een verkeersongeval, waarna de dader vluchtmisdrijf pleegde. 

## Biografie

### Jeugd
Volgens Fauja Singh Dhindsa zelf, was hij geboren op 1 april 1911 in Beas Pind, Jalandhar, Punjab, Brits-Indië. Hij was de jongste van vier kinderen. Singh zette zijn eerste stapjes pas toen hij vijf jaar oud was. Zijn benen waren dun en zwak en hij kon nauwelijks lange afstanden lopen. Daardoor werd hij vaak geplaagd en kreeg hij de bijnaam "danda" (Punjabi: ਡੰਡਾ voor "stok"). Die bijnaam bleef maar liefst tien jaar plakken. Als jonge man was Singh een fervent amateur hardloper, maar hij schoof zijn passie aan de kant tijdens de opdeling van Brits-Indië.

### Hardloopcarrière
Nadat Singh zijn vijfde zoon, Kuldip, zag sterven in een arbeidsongeval in augustus 1994, pakte hij enkele maanden daarna, in 1995, zijn oude hardloophobby weer op. De dood van zijn vrouw in 1992 en van zijn oudste dochter, die overleed in haar kraambed, gaven hem de wilskracht om zich helemaal op deze hobby te storten. Hij immigreerde naar Engeland in de jaren 90, waar hij samenwoonde met een van zijn zonen in Ilford.
Op 89-jarige leeftijd begon Singh het hardlopen serieus te nemen en nam hij deel aan enkele internationale marathonevenementen. Tijdens zijn eerste training in Redbridge, Essex, was hij gekleed in een driedelig pak. De coach moest alles aanpassen, inclusief zijn kleding. Singh liep zijn eerste wedstrijd, de Londen Marathon, in 2000. Volgens zijn coach liep hij met gemak 20 kilometer en wilde hij graag een marathon lopen. Alleen dacht hij dat een marathon 26 kilometer was en geen 26 mijl (42 kilometer). Toen hij daarachter kwam, begon hij veel harder te trainen.
Op 93-jarige leeftijd voltooide Singh een marathon in 6:54. Dat is 58 minuten sneller dan de beste tijd ter wereld in zijn leeftijdscategorie van 90-plussers. Datzelfde jaar, in 2004, was hij te zien in een reclamecampagne voor sportkledingfabrikant Adidas naast David Beckham en Muhammad Ali.
Singh verbeterde de Britse records voor de 200 meter, 400 meter, 800 meter, de mijl en de 3000 meter voor zijn leeftijdscategorie. Dat allemaal deed hij binnen een periode van 94 minuten. Zijn records worden op dit moment echter niet erkend.
Op 100-jarige leeftijd vestigde Singh in één dag acht wereldrecords in zijn leeftijdscategorie. Dat deed hij tijdens de speciale Ontario Masters Association Fauja Singh Invitational Meet, dat werd gehouden in Birchmount Stadium in Toronto, Ontario, Canada. Onder waakzaam oog van de Canadese wedstrijdcommissarissen die zijn tijd bijhielden, rende Singh de 100 meter in 23:14, 200 meter in 52:23, de 400 meter in 2:13:48, de 800 meter in 5:32:18, de 1500 meter in 11:27:81, de mijl in 11:53:45, de 3000 meter in 24:52:47, en de 5000 meter in 49:57:39. Hij vestigde daarmee het vijf wereldrecords in zijn leeftijdscategorie in één dag. Sommige onderdelen hadden geen eerdere recordhouder, omdat niemand boven de 100 die afstanden ooit had gelopen. Bovendien waren sommige van zijn tijden significant beter dan die van het geregistreerde wereldrecord in de leeftijdscategorie M95.  Drie dagen later, op 16 oktober 2011, zou Singh de eerste 100-jarige zijn die ooit een marathon heeft uitgelopen. Die dag voltooide hij de Toronto Waterfront Marathon in 8:11:06. Hij begon echter niet meteen aan zijn marathon. Er waren meer dan 14 minuten van het loopevenement verstreken op het moment dat Singh de startlijn overstak. De officiële tijd, die werd ingediend voor het record in Singh's leeftijdscategorie, was dus 8:25:17. Zijn claim op het wereldrecord werd echter afgewezen.
Op 7 juli 2011 verscheen Singhs biografie, Turbaned Tornado. De lancering vond plaats in de Attlee Room van het Britse Hogerhuis. Het boek werd geschreven door Khushwant Singh, columnist en schrijver uit Chandigarh.
In oktober 2011 werd de vegetarische Singh de oudste man ooit in een PETA-campagne.
In 2012 was hij een van de dragers van de Olympische vlam voor de Olympische Zomerspelen van 2012.
Na zijn deelname aan de marathon van Hong Kong op 24 februari 2013, kondigde Singh aan dat hij een punt zet achter zijn succesvolle hardloopcarrière. Hij voltooide het 10km-onderdeel van de Hong Kong marathon in 1 uur 32 minuten en 28 seconden. Singh vond het na zijn vertrek uit de hardloopwereld nog steeds leuk naar marathonevenementen te gaan om de deelnemers aan te moedigen. 

### Persoonlijk
Singh was 1,72 meter lang en woog 52 kg. Volgens Singh heeft hij zijn fysieke fitheid en zijn lange leven te danken aan zijn eet- en leefgewoontes. Hij bleef weg van alcohol en tabak en volgde een simpel vegetarisch dieet. Singh werd als volgt geciteerd: "Ik ben erg voorzichtig met wat ik eet. Ik volg een simpel dieet van chapati, dal, groene groentes, yoghurt en melk. Paratha's, pakora's, rijst en gefrituurd voedsel raak ik niet aan. Ik drink veel water en thee met gember. Ik ga vroeg naar bed (...) ."
Over marathons zei hij: "De eerste 20 mijl zijn niet moeilijk, maar die laatste zes mijl ren ik terwijl ik tegen God praat."
Fauja Singh was Sikh en droeg daarom een tulband tijdens het lopen. Hierdoor kreeg hij de bijnaam Tulband Tornado.

### Overlijden
Singh overleed op 15 juli 2025, nadat hij was aangereden door een SUV toen hij een weg overstak in zijn geboortedorp Beas Pind in Punjab. De bestuurder werd later gearresteerd omdat hij niet was gestopt om '114-jarige' Singh te helpen. De politie behandelt het als een vluchtmisdrijf. De aangeklaagde man is een 26-jarige Canadees.